# Brachelia leocrates
Brachelia leocrates là một loài ruồi trong họ Tachinidae.